# Гинерия
Гине́рия (лат. Hyneria lindae) — вид вымерших лопастепёрых рыб из семейства Tristichopteridae, типовой и единственный в роде Hyneria. Остатки рыбы были найдены в девонских отложениях (382,7—358,9 млн лет назад) США.

## Этимология
Название рода Hyneria происходит от названии деревни Hyner (Хайнер), штат Пенсильвания, недалеко от которой был найден первый образец. Видовое название lindae является производным от имени жены Кита Стюарта Томсона, описавшего вид.

## Описание
Длина гинерии составляла от 4 до 5 метров, а вес — около 2 тонн. Имея сильные челюсти, эта рыба была опасным хищником. Её добычей могли стать примитивные акулы и некоторые из ранних стегоцефалов, например, хайнерпетон (Hynerpeton bassetti). У гинерии были мускулистые плавники, и, предположительно, она могла вылезать на сушу в погоне за добычей.
Гинерия — не только одна из крупнейших лопастепёрых, эта рыба является также одним из самых крупных и опасных девонских хищников. Более огромными в то время были лишь некоторые плакодермы. Но последние обитали, в основном, в океане, а гинерия, подобно многим лопастепёрым, населяла пресные водоёмы.
Среди всех известных кистепёрых рыб гинерия занимает второе место после ещё более крупного Rhizodus hibberti, который был самым крупным хищником каменноугольного периода длиной 6—7 метров.

## В массовой культуре
Гинерия стала особенно популярной после того, как вышел сериал BBC «Прогулки с монстрами», в котором гинерия показана главным пресноводным хищником девонского периода. В фильме её добычей становится сначала акула стетакант (Stethacanthus), а позже гинерия подобно косатке с яростью атакует крупного стегоцефала хайнерпетона (Hynerpeton).